# Theridion turrialba
Theridion turrialba là một loài nhện trong họ Theridiidae.
Loài này thuộc chi Theridion. Theridion turrialba được Herbert Walter Levi miêu tả năm 1959.